# Anomala smetsi
Anomala smetsi är en skalbaggsart som beskrevs av Limbourg och Carsten Zorn 2010. Anomala smetsi ingår i släktet Anomala och familjen Rutelidae. Inga underarter finns listade i Catalogue of Life.